# Schöneck (Ortler-Alpen)
Das Hintere Schöneck (italienisch Dossobello di dentro) ist ein 3128 m s.l.m. hoher Gipfel in den Laaser Bergen, einer Untergruppe der Ortler-Alpen; sein Nebengipfel ist das Vordere Schöneck (2908 m s.l.m., italienisch Dossobello di fuori); sie liegen im Nationalpark Stilfserjoch ostseitig über dem Suldental in Südtirol (Italien).

## Lage
Das Hintere Schöneck liegt nordöstlich von Sulden am äußersten Rand des von der Tschenglser Hochwand (3325 m) in südöstliche Richtung entlangziehenden Kammes der Schöneckschneid. Letztere grenzt das Razoital im Norden vom südlich des Kammes gelegenen Zaytal ab – zwei vom Suldental in nordöstliche bzw. östliche Richtung abzweigende Seitentäler in den westlichen Laaser Bergen. Dem Hinteren Schöneck ist das mit Gras bewachsene Vordere Schöneck vorgelagert. Beide Gipfel sind von der östlich im Zaytal stehenden Düsseldorfer Hütte (2721 m) auf einem markierten Weg zu erreichen. Der Weg verläuft durch die steile Südwand des Hinteren Schöneck und ist teilweise gesichert. Beide Gipfel bieten eine Rundumsicht, die im Südwesten auch den Ortler einschließt.

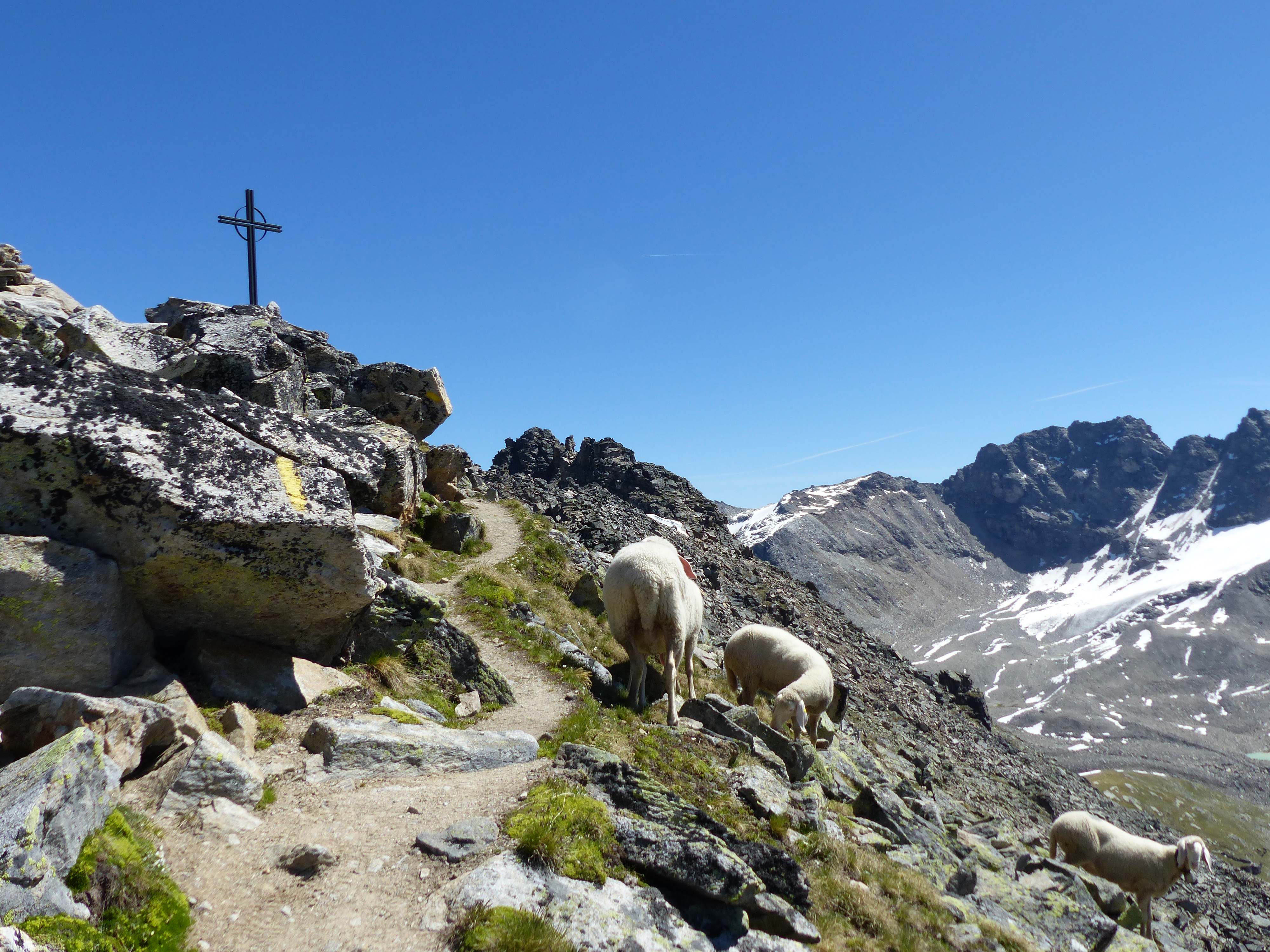
Gipfelkreuz des Hinteren Schönecks
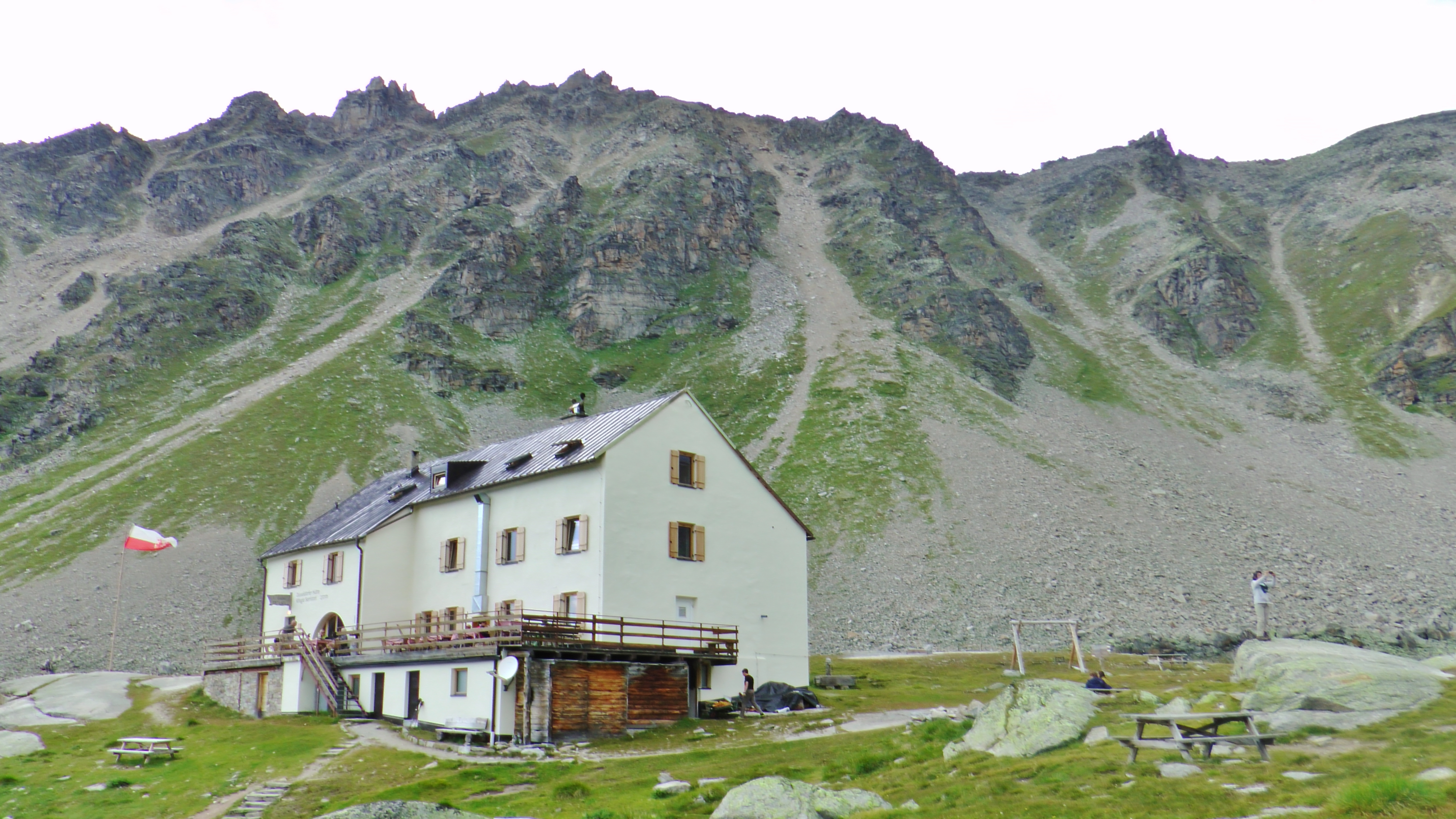
Düsseldorfer Hütte mit Hinterem Schöneck und Schöneckschneid
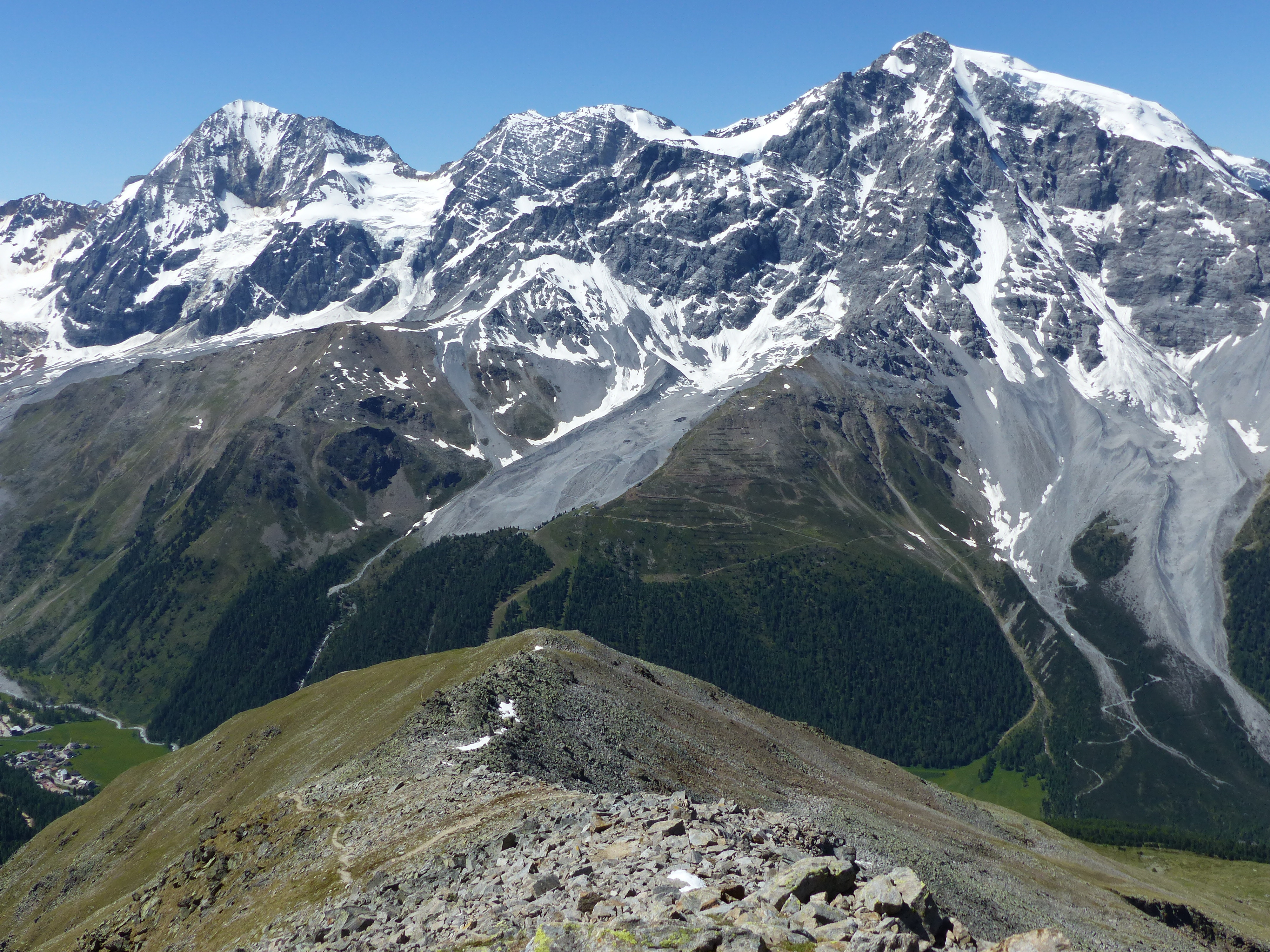
Vorderes Schöneck mit Königspitze, Zebrù und Ortler